# 堂之上遺跡
座標: 北緯36度03分12.8秒 東経137度16分46.4秒 / 北緯36.053556度 東経137.279556度

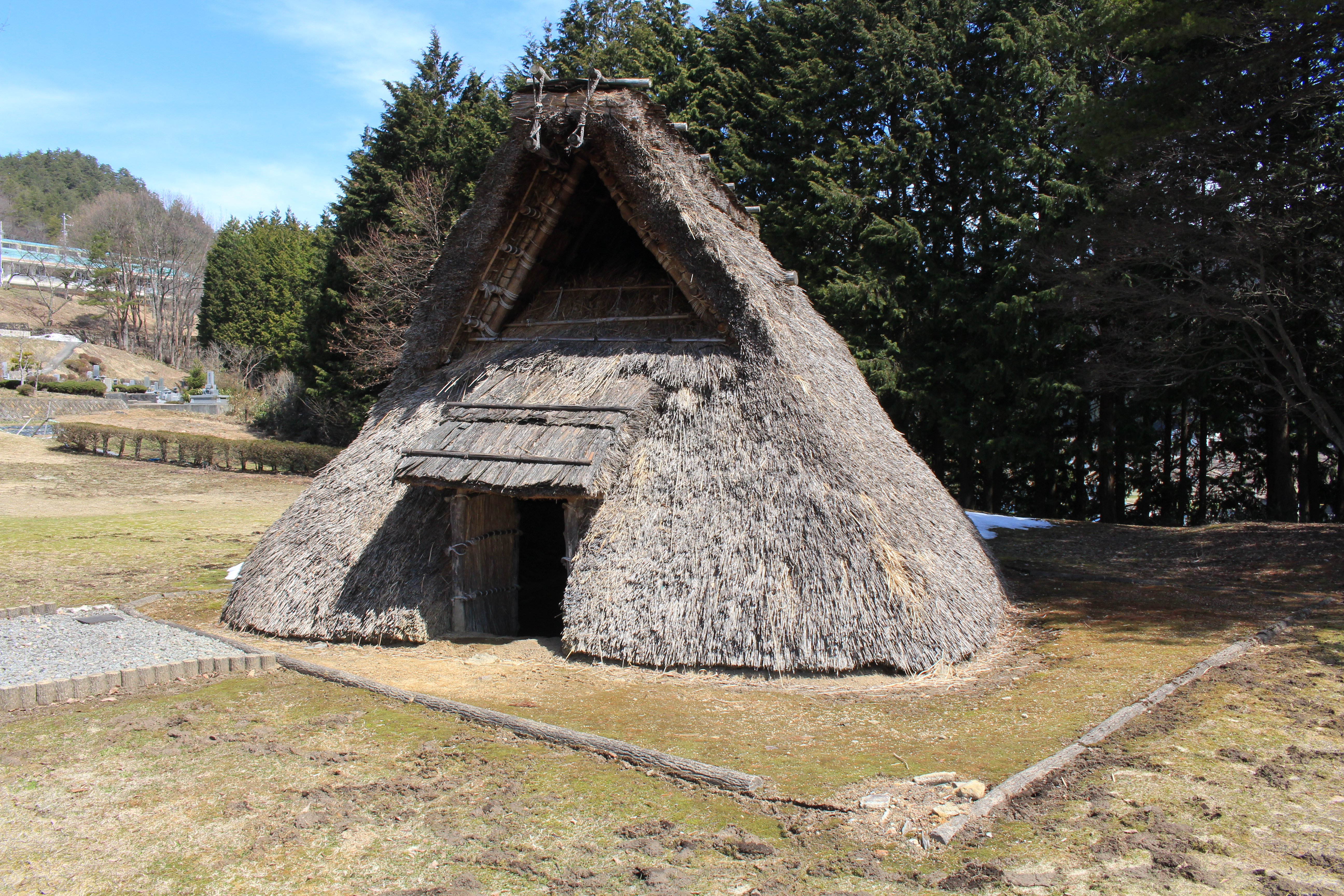
堂之上遺跡復元竪穴建物。

堂之上遺跡（どうのそらいせき）は、岐阜県高山市久々野町久々野にある縄文時代の集落遺跡。飛騨川と八尺川の合流点の舌状台地に存在する。国の史跡に指定されている。

## 概要
明治時代にはすでにその存在を知られていたが、1972年（昭和47年）に久々野中学校郷土クラブにより遺構が発見され、翌年に中学校建設のための緊急調査が行われるまで詳しい調査は行われなかった。その後、1979年（昭和54年）まで継続して発掘が行われ、縄文時代前期中葉から縄文時代中期末葉にかけての遺構が確認された。台地中央部に土壙墓があり、台地辺縁部にコの字型に配置された竪穴建物跡がみられる。建物跡の総数は縄文時代前期のものが9軒、中期のものが34軒で総計43軒を数える。建材にはクリが用いられているが、建物形態は時期により変遷が見られる。前期中葉のものは地床炉を中央に持ち、4本柱のある方形の建物で、周囲に周溝を有する形式で信州方面の文化の影響がみられる。前期後葉に入ると円形の建物が見られ、ほかに小判型、五角形、楕円型の建物も見られるようになる。また地床炉も複式炉となり、北陸や関西方面からの影響がうかがえるものとなっている。
出土品は有舌尖頭器や石棒のほか、早期の押型文土器、北陸型の葉脈状文土器がある。出土品には瀬戸内から関東由来のものがみられるが、傾向として建物の変遷と同じく信州方面（神之木式土器など）の影響のみられるものから北陸、関西方面（里木Ⅱ式など）由来のものへと変化しており、この地域が時期ごとにいかなる方面から影響を受けていたかを把握することができるようになっている。
1980年（昭和55年）3月24日に国の史跡に指定され、1982年（昭和57年）にかけて史跡公園として整備された。出土物は隣接する久々野歴史民俗資料館で展示されている。